# Turbopsebius sulphuripes
Turbopsebius sulphuripes is een vliegensoort uit de familie van de spinvliegen (Acroceridae). De wetenschappelijke naam van de soort is voor het eerst geldig gepubliceerd in 1869 door Hermann Loew.